# کریمر (پنسیلوانیا)
کریمر (به انگلیسی: Kreamer) یک منطقهٔ مسکونی در ایالات متحده آمریکا است که در شهرستان اسنایدر، پنسیلوانیا واقع شده‌است. کریمر ۵٫۲ کیلومتر مربع مساحت و ۷۷۳ نفر جمعیت دارد.